# Cristologia

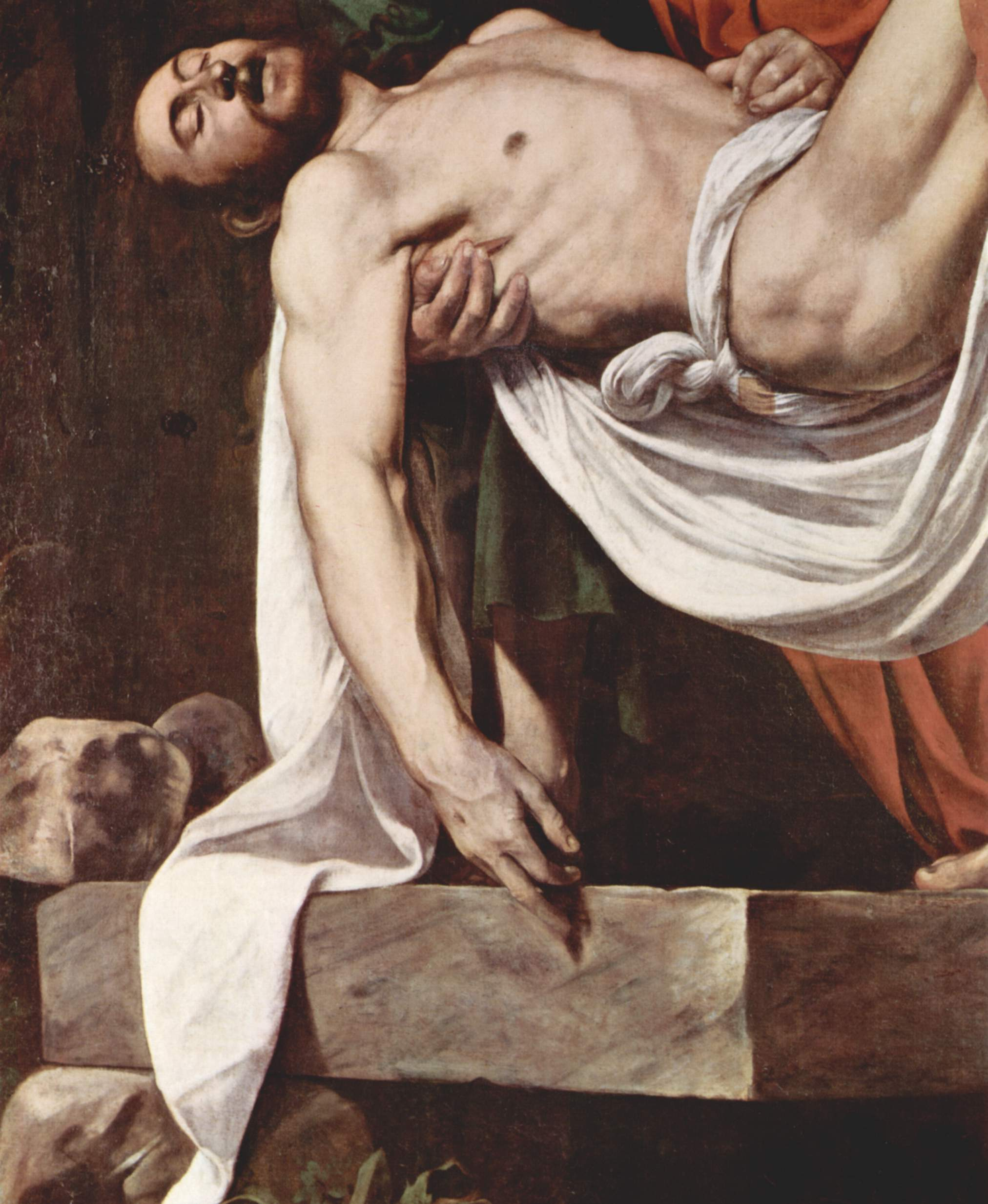
Caravaggio, Deposizione di Cristo (particolare).

La cristologia è una parte fondamentale della teologia cristiana che studia e definisce chi e che cosa Gesù Cristo è, basandosi sulle informazioni che lo riguardano contenute nei vangeli e nelle epistole paoline e cattoliche del Nuovo Testamento, con particolare attenzione alla sua natura umana e divina.

## Caratteristiche
Esistono due fondamentali cristologie, una cosiddetta dall'alto cioè che si sviluppa a partire dalla natura divina di Gesù come Figlio di Dio, e una dal basso che si sviluppa a partire dalla natura umana di Gesù così come si è manifestata nella sua vita terrena.
Alcuni aspetti molto dibattuti nel corso della storia del cristianesimo sono stati:
- la natura di Gesù, se umana, divina, o entrambe le cose;
- in che modo la natura divina di Gesù si relaziona con quella di Dio Padre;
- il ruolo di Gesù Cristo nella redenzione del genere umano.

La cristologia, proprio perché tratta della natura intrinseca di Gesù, è uno dei trattati teologici fondamentali nel cristianesimo. L'apostolo Paolo di Tarso fu tra i primi a preoccuparsi di definire la natura e lo scopo di Gesù, focalizzandosi soprattutto sulla preesistenza di Cristo e sull'uso del termine Kyrios (cioè "Signore") per riferirsi a Gesù in quanto Dio.
La cristologia fu un argomento particolarmente controverso nei primi secoli del cristianesimo, in particolare dal IV secolo quando, a seguito della disputa con Ario, venne definita la dottrina ortodossa, stabilita nei Concili ecumenici a partire da quello di Nicea I. Solitamente questi argomenti teologici sono sinteticamente indicati come trinità, incarnazione e redenzione.
Da notare che la redenzione umana da parte del Messia è la questione principe del cristianesimo, che produce le altre due e che lo differenzia dal giudaismo (ben allontanato dal concilio di Nicea). Il quale, attribuendo ai soli progenitori la colpa originale, non prevede necessaria alla salvezza umana alcuna redenzione.

## Il simbolo niceno-costantinopolitano

Lo IHS, monogramma del nome di Gesù

Il simbolo niceno-costantinopolitano, frutto dell'elaborazione dei primi concili ecumenici e in particolare del concilio di Calcedonia, riconosce in Gesù tanto la natura umana quanto quella divina.

Tale dottrina prende il nome di diofisismo.
Tale cristologia attualmente è ritenuta per vera e condivisa dalle chiese storiche, che sono:
- Chiesa cattolica
- Chiesa ortodossa
- Chiese luterane
- Chiese calviniste ortodosse
- Chiese battiste

La cristologia cattolica sostiene che in Gesù vi sono due nature, quella umana e quella divina, unite ma non confuse fra di loro. Così afferma il dettato dogmatico del concilio di Calcedonia (451):
“Insegniamo a confessare un solo e medesimo Figlio: il Signore nostro Gesù Cristo, vero Dio e vero uomo, uno e medesimo Cristo Signore unigenito; da riconoscersi in due nature, senza confusione, immutabili, indivise, inseparabili, essendo stata salvaguardata la proprietà di ciascuna natura, e concorrendo a formare una sola persona e ipostasi; Egli non è diviso o separato in due persone, ma è un unico e medesimo Figlio, Verbo e Signore Gesù Cristo”.
Già il concilio di Nicea (325) aveva proclamato Gesù consustanziale con il Padre ("homooùsios to Patrì"), generato prima del tempo e a lui coeterno e coeguale, contro le dottrine di Ario che lo interpretavano solamente come un'eminente creatura. Secondo la medesima dottrina ortodossa, dalla Vergine Maria Gesù ha veramente assunto la natura umana al momento dell'incarnazione. Così che l'Incarnazione, la Morte in croce, la Risurrezione e l'Effusione dello Spirito Santo costituiscono come i cardini della soteriologia cristiana.
Le diverse tradizioni - orientale e occidentale - privilegiano due diverse e complementari concezioni della salvezza: per gli orientali il Figlio di Dio ha salvato gli uomini e il mondo già con l'Incarnazione, assumendo cioè in Sé la natura umana, decaduta dopo il peccato originale e incapace di redimersi da sola. Secondo questa prospettiva, divenendo uomo, il Figlio di Dio ha "tolto il muro di separazione che era frammezzo" tra Dio e l'uomo e ha riaperto all'uomo il suo destino di figlio adottivo di Dio.
La teologia occidentale ha sottolineato la forza salvifica decisiva dell'evento della morte in croce di Cristo, interpretata come un sacrificio espiatorio che riscatta il peccato, il male e il dolore del mondo. Offrendo Se stesso come vittima liberamente e per amore, Gesù ha pagato il prezzo della redenzione, compiendo la figura veterotestamentaria del Go'el.
Il concilio di Costantinopoli I (381) proclamò la consustanzialità dello Spirito Santo con il Figlio e con il Padre; quello di Efeso (431) in forza dell'unica persona divino-umana di Cristo proclamò Maria, la Madre di Gesù, Madre di Dio.
Gli studi cristologici recenti, utilizzando in particolare il metodo storico-critico, hanno portato ad un maggior approfondimento sulla questione del Gesù storico, sulla natura umana di Cristo. Tali studi hanno portato a posizioni giudicate dal magistero della Chiesa rischiose perché possono svuotare dall'interno il valore e la portata della natura divina di Cristo riducendolo a semplice personaggio storico, annullando così la portata salvifica dell'incarnazione.

## Altre cristologie
Nel corso della storia del cristianesimo le controversie riguardo a Gesù sono state numerose. Qui di seguito si indicano alcune fra le principali dottrine e opinioni differenti da quella cattolica.
- Adozionismo
- Modalismo
- Docetismo
- Arianesimo
- Nestorianesimo
- Monofisismo
- Miafisismo

In breve Modalismo e Arianesimo si trovano agli estremi opposti in quanto il Modalismo essendo parte del Monarchianismo afferma un'unione ipostatica talmente stretta da negare la trinità (Dio è Uno ma non Trino) mentre l'Arianesimo non nega la trinità in generale ma esaspera la distinzione tra Padre e Figlio fino a fare di quest'ultimo uno Ktisma del Padre, cioè una creatura a Lui non consustanziale e non esistente da sempre.
Su un altro continuum si collocano ai due estremi monofisismo e nestorianesimo, il primo nega la consustanzialità di Gesù con gli uomini in quanto secondo il monofisismo Gesù perde la sua natura umana mentre il nestorianesimo essendo una versione estrema del difisismo - cioè la cristologia adottata da calcedonia e quindi quella ortodossa della gran parte dei cristiani odierni - è più vicino alla posizione ortodossa ma se ne distingue in quanto ritiene Maria solo madre di Gesù (Christotokos) e non madre di Dio (Theotokos).
Occorre anche non ignorare la piccola ''modifica'' cristologica più tardi attuata da Lutero non sulla persona ma circa gli effetti della redenzione (o della grazia): effetti generalizzati alla remissione non solo del peccato originale ma anche di tutti i peccati degli uomini, sia pur condizionata dalla fede, senza bisogno di sacramenti.

## Cristologia islamica
In un certo senso si può affermare che anche nel Corano ci siano elementi di cristologia, poiché la cristologia ortodossa viene ripetutamente criticata e ne viene proposta una versione influenzata probabilmente dalla dottrina docetista.
Poiché Gesù, in araboعيسى ('īsá), è considerato un profeta investito da Dio di poteri particolari che gli permisero di compiere miracoli, la sua posizione nell'islam si può considerare molto vicina a quella adozionista. 
È da ricordare che per l'islām Gesù non fu crocifisso, non morì e non risorse, ma ascese vivo al Cielo.